# Манакінчик пломенистий
Манакінчик пломенистий (Machaeropterus pyrocephalus) — вид горобцеподібних птахів родини манакінових (Pipridae).

## Поширення
Поширений в Перу, Болівії, Бразилії та Венесуели. У Перу і на півночі Болівії трапляється в передгір'ях Анд на висоті до 1500 метрів над рівнем моря, в підліску вологих лісів. У Бразилії має широке поширення, охоплюючи штати Рондонія, Амазонас, Акрі, Пара, Гояс, Мату-Гросу та Токантінс. У Венесуелі поширений тільки на півдні, в штаті Болівар.

## Опис
Дрібний птах (близько 9 см) з коротким хвостом і дзьобом. Самець має помітний помаранчево-червоний гребінь. Крила зелені, а тіло має червонуватий відтінок. Груди білі з червоними смугами. Спинка самиці зелена, грудка і черево зеленувато-білі з жовтим відтінком. Ноги рожеві.

## Підвиди
- Machaeropterus pyrocephalus pallidiceps Zimmer, 1936 — південна Венесуела і крайня північ Бразилії.
- Machaeropterus pyrocephalus pyrocephalus (Sclater, 1852) — у східному Перу, на півночі Болівії та бразильській Амазонії.